# Strangalia acuminata
Strangalia acuminata är en skalbaggsart som först beskrevs av Olivier 1795.  Strangalia acuminata ingår i släktet Strangalia och familjen långhorningar. Inga underarter finns listade i Catalogue of Life.